# Anii 260 î.Hr.
Secole: Secolul al IV-lea î.Hr. - Secolul al III-lea î.Hr. - Secolul al II-lea î.Hr.
Decenii: Anii 310 î.Hr. Anii 300 î.Hr. Anii 290 î.Hr. Anii 280 î.Hr. Anii 270 î.Hr. - Anii 260 î.Hr. - Anii 250 î.Hr. Anii 240 î.Hr. Anii 230 î.Hr. Anii 220 î.Hr. Anii 210 î.Hr.
Anii: 270 î.Hr. | 269 î.Hr. | 268 î.Hr. | 267 î.Hr. | 266 î.Hr. | 265 î.Hr. | 264 î.Hr. | 263 î.Hr. | 262 î.Hr. | 261 î.Hr. | 260 î.Hr.
Evenimente